# Schwenckia elegans
Schwenckia elegans är en potatisväxtart som beskrevs av L. A. F. Carvalho. Schwenckia elegans ingår i släktet Schwenckia och familjen potatisväxter. Inga underarter finns listade i Catalogue of Life.